# حداقل دستمزد
حداقل دستمزد کمترین اجرتی است که کارفرمایان باید قانوناً به کارگران بپردازند. به‌طور معادل، کمترین دستمزدی است که کارگران کارشان را در ازای آن می‌فروشند. گرچه قوانین مختلفی در خصوص آن اکنون در حال اجرا است، دیدگاه‌های مختلفی دربارهٔ مزایا و معایب آن وجود دارد.
حامیان آن می‌گویند استاندارد زندگی کارگران را زیاد، فقر و نابرابری را کم می‌کند و کار و پیشه را مجبور به کارامد تر شدن می‌کند. مخالفینش می‌گویند اگر زیادی بالا باشد، بیکاری را زیاد می‌کند خصوصاً بین کارگران کم بازده به دلیل بی‌تجربگی یا ناتوانی زین رو به کارگران کم مهارت ضرر می‌زند و برخی گروه‌ها را از بازار کار حذف می‌کند و ممکن است از دیگر راه‌ها کاهش فقر کم کارآمدتر و آسیب زننده‌تر باشد.

## مباحثه در خصوص نتایج
قوانین حداقل دستمزد معمولاً خلاف معیار کاهش فقر تشخیص داده شده‌اند.
قوانین حداقل دستمزد در بیشتر زمینه‌های اشتغال با پرداختی کم، کارگران را تحت‌الشعاع قرار می‌دهند.
حمایت از حداقل دستمزد در بین اقتصاددانان کمتر از عموم است. با وجود دهه‌ها پژوهش اقتصادی و آزمایش، مباحثات در خصوص هزینه‌ها و منفعت‌های حداقل دستمزد تا به امروز ادامه دارد.
نظرات موافق و مخالف در اینجا خلاصه شده است:
| استدلال‌ها در حمایت از حداقل دستمزد - استاندارد زندگی برای فقیرترین و آسیب پذیرترین طبقه جامعه را بالا برده میانگین را بالا می‌برد. - کارگران را تشویق کرده و به آنها انگیزه می‌بخشد بیشتر کار کنند - با گذاشتن پول بیشتر در دست مردم کم درآمدی که همهٔ دریافتی خود را خرج می‌کنند مصرف را تحریک می‌کند. - اخلاق کاری آنانی که درآمد خیلی کمی دارند را زیاد می‌کنند، زیرا کارفرمایان از هزینهٔ بیشتر استخدام این کارکنان انتظار بیشتری دارند. - با افزایش دستمزد کمترین کسی که حقوق می‌گیرد هزینه برنامه‌های رفاهی دولتی را کمتر می‌کند. مردم را تشویق می‌کند جای این که از طرق غیرقانونی دنبال پول باشند (مثل فروش مواد مخدر غیرقانونی و …)، به نیروی کار بپیوندند. - بازدهی و اتوماسیون صنعت را تشویق می‌کند. - مشاغل با حقوق پرداختی کم را حذف کرده و به مشاغل با دریافتی بالا منتقل می‌کند. - توسعه فناورانه را افزایش می‌دهد. فناوری پرهزینه‌ای که کارامدی کسب و کار را افزایش می‌دهد با افزایش بهای نیروی کار محبوب‌تر می‌شود. | استدلال‌ها علیه حداقل دستمزد این کار به عنوان نظیر حفاظت گرایی اقتصادی-سیاسی در بازار کار، رقابت کنندگان کم هزینه را از بازار کار کنار می‌گذارد و به شرکت‌ها در طی رکودهای تجاری برای کاهش هزینه دستمزد آسیب می‌زند. این کار ناکارآمدی‌های متعدد صنعتی-اقتصادی ایجاد می‌کند. - به کسب و کارهای کوچک بیشتر آسیب می‌زند تا کسب و کارهای بزرگ. - میزان کمی نیاز به کارگران را کاهش می‌دهد، خواه از طریق کاستن از شمار ساعاتی که افراد کار می‌کنند؛ یا از طریق کاستن از تعداد شغل‌ها. - این که بیزنس‌ها سعی کنند آن را با افزودن بهای کالاهایی که می‌فروشند جبران کنند، منجر به تورم شود. - به نفع برخی کارگران است به قیمت فقیرترین و کم تولیدترین کارگران. - می‌تواند منجر به حذف گروه‌های خاصی (قومی، جنسی) از نیروی کار بشود. - شرکت‌های کوچک با پرداختی حقوق محدود نمی‌توانند به ارزشمندترین کارکنان خود دستمزدهایی منصفانه و جذاب بالاتر از کارگران بی مهارتی بدهند که به‌طور مصنوعی دستمزدی بالاتر از حداقل دستمزد می‌گیرند، و شاهد افزایش نرخ مانع افزودن به تعداد کارگران خواهند بود. از دیگر روش‌ها (مانند اعتبار مالیات بر درآمد) برای کاستن از فقر، تأثیر کمتری دارد و به کسب و کارها از آن روش‌های دیگر بیشتر ضربه می‌زند. - با اغوای مردم به ورود به بازار کار آموزش بیشتر بین فقرا را مانع می‌شود. - با گذاشتن قیمت، علیه کارگران کم مهارت تر (از جمله تازه واردان به بازار کار، مثل کارگران جوان) با منع آنان از کسب تجربه و مهارت، و فارغ تبعیض قرار می‌دهد و بدین وسیله مانع ارتقای تدریجی احتمالی به دستمزدهای بالاتر در آینده، می‌شود. - منجر به انتقال شغل‌ها به مناطق و کشورهای دیگری می‌شود که اجازه نیروی کار کم هزینه را می‌دهند. |